# Barman

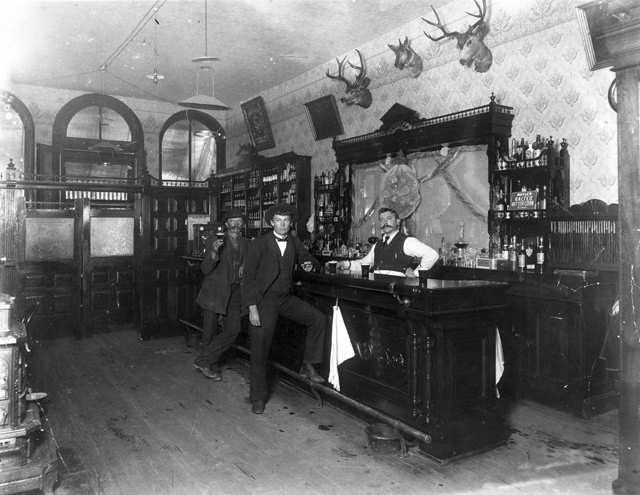
Barman e dois clientes no Toll Gate Saloon, na cidade de Black Hawk, em Colorado. Foto de 1897.

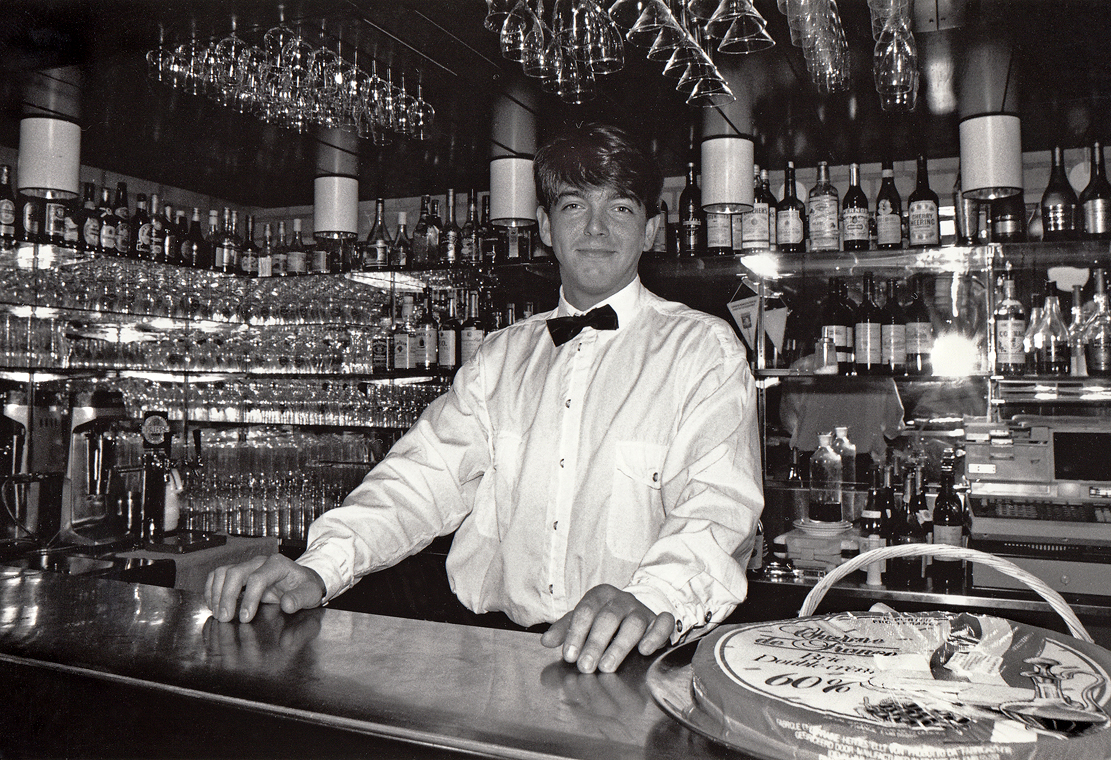
Barman. Skyline Hotell Malmö 1992.

Barman ou Bartender (traduzido do inglês: homem do bar) é o profissional do ramo da coquetelaria, que trabalha em estabelecimentos comerciais servindo coquetéis (misturados com bebidas alcoólicas ou não) aos clientes, mais frequentemente em bares. 
Não há registros da origem desta função, mas sabe-se que é uma profissão muito antiga e que remonte ao tempo das tavernas. Em 1951, na Inglaterra foi criada a Associação Internacional barmans (do inglês, International Bartenders Association (IBA), que estabelece normas de conduta à categoria ao redor do mundo.

## História recente
Na década de 1930, a população norte-americana sofria os efeitos da crise econômica de 1929 dentre eles, o desemprego. Com a auto-estima afetada, a população abusava de medicamentos e do álcool, o que elevou a taxa de suicídios e trouxe sérios problemas à saúde pública. Com isso, o governo norte-americano implantou uma medida protetiva intitulada "Lei Seca" que proibia o comércio e o consumo de qualquer bebida alcoólica no país. 
Contudo, o consumo de álcool não cessou. O negócio das bebidas ilegais foi parar nas mãos da Máfia, que contrabandeava e comercializava a mercadoria ilegal, utilizando-se de sua imponência social, poder de fogo, privilégios políticos e de corrupção policial.
Na época, os bares ilegais eram montados em porões e barrados por portas de aço, sendo conhecidos como "speakeasy" (traduzido do inglês: falem baixo), onde a bebida era vendida livremente. Um homem de confiança da Máfia era o homem do bar, responsável pelas bebidas, pelo sigilo e segurança econômica do local.
Para tanto o barman precisava ser dissimulado, elegante e discreto, além de um raciocínio rápido e criatividade. Conta-se que durante uma das frequentes buscas policiais para averiguação dos porões, o barman antecipando-se à chegada dos oficiais, adiciona uma porção de suco de laranja aos copos de vodka que eram servidos naquela noite, camuflando assim as bebidas. Além de salvar o estabelecimento, o homem do bar também dava origem ao que hoje conhecemos como coquetelaria. Hoje, sem a proibição o barman tornou-se em um alquimista moderno.

## Tipos

### BarmanClássico
O Barman clássico conhece as características das bebidas: origem, composição, efeitos no organismo e seu potencial gastronômico. Sabe preparar as diversas receitas de coquetéis internacionais e também criar novas. São geralmente profissionais com mais tempo no segmento e lideram a equipe operacional do bar. Trabalham em trajes sociais, e frequentemente falam vários idiomas, o que os favorece em uma carreira internacional, por também se adequarem aos formatos de restaurantes de alta gastronomia, hotéis internacionais, pubs, e navios de cruzeiro.

### Nightclub Bartender
Esse é o estilo mais dinâmico de todos, visa o rápido atendimento e é muito solicitado em ambientes de alto giro, com grande número de clientes. Ao contrário do Barman clássico ou Freestyle, esse profissional deve estar capacitado as funções mais importantes do bar, ou seja, a agilidade na execução do coquetéis e entrega rápida aos clientes. Normalmente esses bartenders dominam amplamente o conhecimento de coquetelaria e mixologia, tanto quanto os que atuam em american ou piano bar. Mas enquanto o estilo clássico cabe perfeitamente em hotéis, bistrôs, bares e restaurantes de baixo giro e média/alta qualidade, o nightclube bartender foca estrategicamente em bares de alto movimento. Alguns dos que atuam com esse estilo, incorporam elementos de speed, trazido do estilo freestyle, mas adaptados ao dinamismo, evitando excessos e movimentos desnecessários e prejudiciais ao andamento do trabalho praticado. Existe uma divisão bem forte nos estilos freestyle e nightclub, sendo que os bartenders clássicos e dinâmicos são quase unânimes em citar a técnica de flair como algo mais circense do que ligado aos bares de fato.

### Barman Freestyle
O barman freestyle geralmente tem um perfil jovem, vestem-se de forma despojada, de forma a se identificar com o público alvo do estabelecimento, com uso bandanas, penteados exóticos e aventais ornamentados. Possuem habilidades diversas que agregam valor à função, como mágica, pirofagia e malabarismo com garrafas (flair). Todos os anos, torneios de Flair  premiam os melhores desempenhos ao redor do globo. Seu conhecimento sobre coquetelaria é básico e suficiente, voltado ao público jovem, servindo-as em copos luminosos e multicoloridos. Atuam em eventos musicais de longa duração, festas de casamento e todo tipo de casas noturnas.